# Мигович Ганна Олександрівна
Га́нна Олекса́ндрівна Миго́вич (Попсабова; 5 листопада 1946, с. Білки Іршавського району Закарпатської області — 1 листопада 2000, Ужгород) — українська майстриня художньої кераміки, живописець, графік. Член Національної спілки майстрів народного мистецтва України.

## Життєпис
На «відмінно» закінчила відділ художньої кераміки Ужгородського училища декоративно-прикладного мистецтва (1968; викл. П. Балла, Ф. Манайло, Ш. Петкі), після чого почала працювати на Миколаївському промкомбінаті у Львівській області.
1977—1991 — інженер-конструктор зі створення зразків сувенірних виробів та предметів побуту конструкторсько-технологічного бюро Укрмісцепрому (Ужгород).
Учасниця міських, обласних, всеукраїнських, міжнародних художніх виставок від 1965, персональної — в Ужгороді (1993).
Створювала декоративно-ужиткові керамічні вироби, живописні натюрморти, пейзажі, портрети («Зерно життя», 1977; «Моя колекція», 1981; «У Карпатах», 1983), фігуративні композиції, писанки.
Займалася селекцією декоративних диньок, винайшла і вдосконалила техніки їхнього оброблення та художнього декорування (переважають стилізовані і реалістичні жанрові композиції, що відтворюють звичаї, обряди, побутові сцени з життя українців).
Створила порцеляновий сервіз для кухонних потреб (1968), глиняний посуд (1978), теракотову композицію «Весільний обряд Карпат» (1980), декоративні диньки (1980—1987).
Твори зберігаються у Закарпатському краєзнавчому музеї, Закарпатському музеї народної архітектури та побуту, Меморіальному будинку-музеї Ф. Манайла (усі — Ужгород), НМУНДМ (Київ), Музеї українського мистецтва (м. Чикаґо, США).  У 2018 році увійшла до друкованого та інернет видання «Енциклопедія сучасної України».
Трагічно загинула в автокатастрофі разом з донькою Мигович Оленою Іванівною.

## Досягнення
- Лауреатка 2-го Всесоюзного фестивалю народного мистецтва (Москва, 1987)
- Член Закарпатського відділення товариства «Україна» з питань культурних зв'язків з українцями за кордоном (1983)
- Член НСМНМУ (1993, від 1997 — заступник голови Закарпатського осередку)
- Член творчого об'єднання професійних художників Закарпаття (1991)
- Дипломантка Всеукраїнського фестивалю народної творчості «Всі ми діти твої, Україно» (1992)
- Учасниця Міжнародного з'їзду писанкарів «Писанка — символ України» (1993)
- Дипломантка Всеукраїнської виставки образотворчого та декоративно-прикладного мистецтва (1999, Київ)

## Родина
Дружина художника Івана Миговича, мати художників Віктора та Олени Миговичів.